# Blommor till Algy
Blommor till Algy är en roman skriven av Daniel Keyes. Den publicerades ursprungligen i The Magazine of Fantasy & Science Fiction 1959. Berättelsen handlar om den mentalt funktionsnedsatta Charlie Gordon och experimentet att genom operation göra honom mer intelligent. Efter att novellen fick ett positivt mottagande och bland annat belönades med Hugopriset vidareutvecklades Keyes den till en roman, som publicerades 1966. En film baserad på berättelsen – Charly – producerades 1968.
1. ↑  läs online, www.thehugoawards.org , läst: 15 mars 2024.[källa från Wikidata]
2. ↑  läs online, www.thehugoawards.org .[källa från Wikidata]